# Csák Attila
Vitéz Csák Attila (Orosháza, 1965. december 13. –) magyar grafikus, szobrász, restaurátor, több neves köztéri szobor alkotója, megmentője, a Vitézi Rend tagja.

## Élete
Háromgyermekes család első gyerekeként született. Gyermekkorát Nagyszénáson töltötte. Középiskolát a szegedi Tömörkény István Gimnázium és Művészeti Szakközépiskolában végezte, majd a Képzőművészeti Egyetemen szerzett diplomát szobrász-restaurátorként. Jelenleg Pátyon él.

## Alkotásai

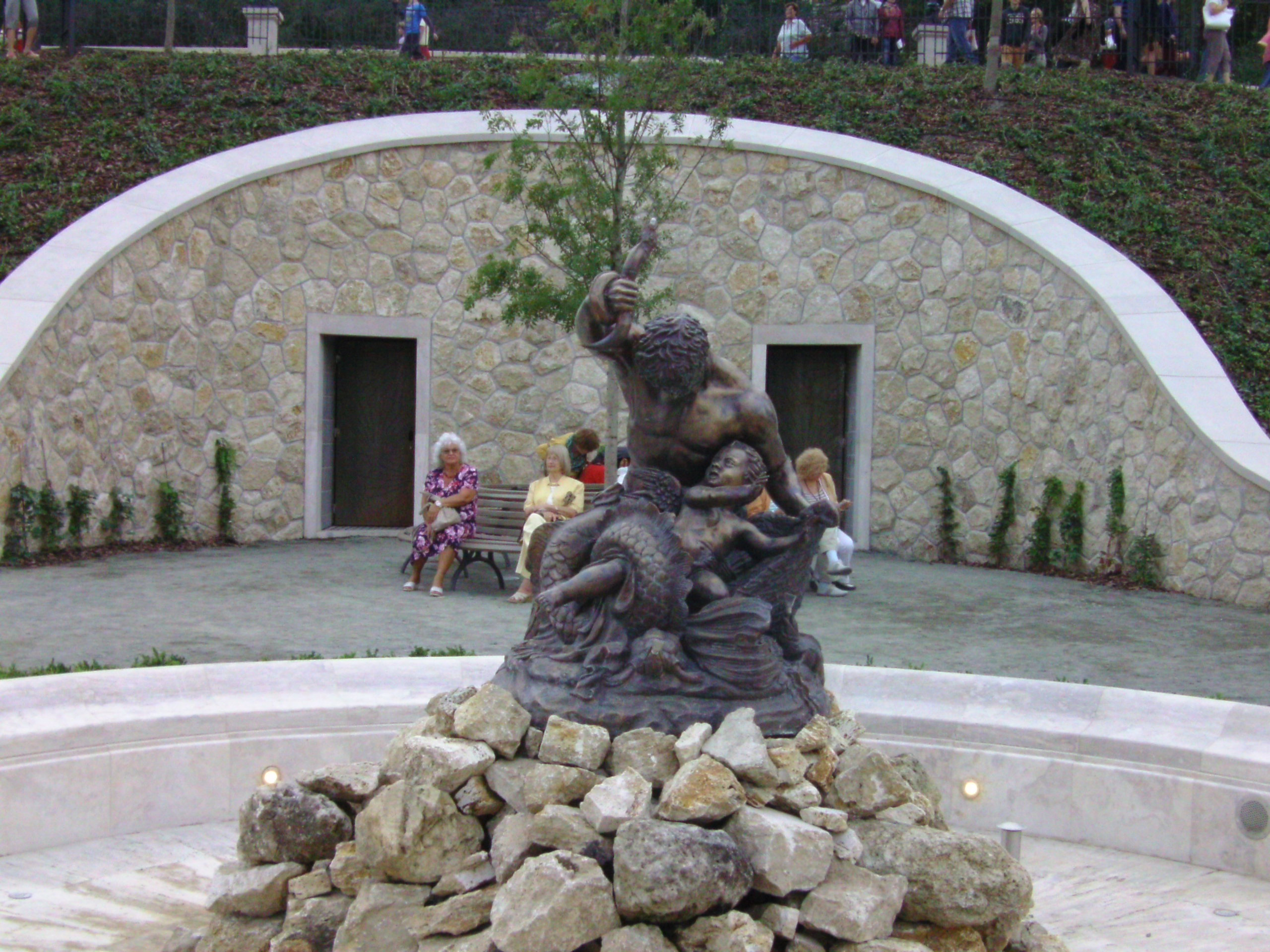
Egyik fő műve, a Várkert Bazárban található Triton-kút

- Kossuth Lajos domborműves emléktábla (emléktábla, portré: Margó Ede, Kiskunhalas, 1998)
- Aradi vértanúk emlékműve (emléktábla, portrék: Bartos Endre, Kiskunhalas, 1999)
- Turulmadár (Kiskunhalas, 2001)
- Gyugyuló Jézus (másolat) (Kaposvár, 2003)
- Királyi pár (Páty, 2003)
- Gyárfás István mellszobra (Kiskunhalas, 2004)
- Fridrich Lajos mellszobra (Kiskunhalas, 2004)
- Elek apó kútja (Melocco Miklós tervei alapján, portré: Gergely István, Budapest, 2006; Sopron, 2009; Nyársapát, 2011)
- Jeloszlop (Páty, 2007)
- Horthy Miklós domborműve (Budapest I. kerülete, 2007)
- Trianoni emlékmű (Érd, 2010)
- Mátrai Sándor mellszobra (Orosháza, 2010)
- Trianon-emlékmű (Nagyszénás, 2010)
- Csilla von Boeselager mellszobra (Páty, 2010; Miskolc, 2011)
- Teller Ede mellszobra (Budapest, 2013)
- 48–49-es emlékmű (Mány, 2014)
- Triton-kút (Budapest, Várkert Bazár, 2014)
- Muhr Ottmár mellszobra (Sopron, 2015)
- Gonda Béla domborműve (Sárospatak, 2015)
- Szent György emlékhely (Gyál, 2016)
- Horthy Miklós (Hajdúböszörmény, 2018; Csátalja, 2022)
- Kányádi Sándor domborműve (Budapest, 2018)
- Damjanich János domborműve (Páty, 2019)
- Trianon-emlékmű (Mór, 2020)
- Czibor Zoltán szobra (Komárom, 2021)[1]
- Galántai gróf Esterházy-címer (Tata, 2021)
- Trianoni emlékmű (Balatonkenese, 2021)
- Szent Asztrik (Kalocsa, 2022)
- Kossuth Lajos (Csátalja, 2023)
- Iskolás kislány (Törökbálint, 2023)

### Restaurálásai
- Patrona Hungariae (Tiszakürt, 1927)
- Őrszem (Nagyszénás, 1925)
- Szentháromság-oszlop (Kalocsa, 1786)

## Egyéni kiállításai (válogatás)
Grafikáiból, melyek főként lovakat, vadmadarakat ábrázolnak, több helyen tartott kiállítást.
- 2013. Páty, Közösségi Ház
- 2013. Csepel, Kék Iskola Galéria
- 2014. Péliföldszentkereszt, Nyiss Ránk fesztivál
- 2014. Biatorbágy, Biatorbágyi Faluház
- 2014. Nagykanizsa, Hevesi-iskola galériája
- 2014. Nagyszénás, Czabán Samu Művelődési Ház